# Pseudobissetia terrestrellus
Pseudobissetia terrestrellus is een vlinder uit de familie grasmotten (Crambidae). De wetenschappelijke naam is voor het eerst geldig gepubliceerd in 1885 door Christoph.
De soort komt voor in Europa.